# هابي سميث
هابي سميث (بالإنجليزية: Happy Smith)‏ هو لاعب كرة قاعدة أمريكي، ولد في 14 يوليو 1883 في كوكيل في الولايات المتحدة، وتوفي في 26 فبراير 1961 في سان خوسيه في الولايات المتحدة.

## وصلات خارجية
- هابي سميث على موقعبيزبول رفرنس.كوم (الدوري الرئيسي) (الإنجليزية)
- هابي سميث على موقعبيزبول رفرنس.كوم (الدوري الثانوي) (الإنجليزية)